# Фейрфорд (Алабама)
Фейрфорд (англ. Fairford) — переписна місцевість (CDP) в США, в окрузі Вашингтон штату Алабама. Населення — 161 особа (2020).

## Географія
Фейрфорд розташований за координатами 31°10′41″ пн. ш. 88°4′22″ зх. д. / 31.17806° пн. ш. 88.07278° зх. д. (31.178002, -88.072784).  За даними Бюро перепису населення США в 2010 році переписна місцевість мала площу 7,95 км², уся площа — суходіл.

## Демографія
Згідно з переписом 2010 року, у переписній місцевості мешкало 186 осіб у 74 домогосподарствах у складі 54 родин. Густота населення становила 23 особи/км².  Було 81 помешкання (10/км²).
Расовий склад населення:
| - 61,3 % — білих - 19,9 % — корінних американців - 17,7 % — чорних або афроамериканців |

До двох чи більше рас належало 1,1 %. Частка іспаномовних становила 0,0 % від усіх жителів.
За віковим діапазоном населення розподілялося таким чином: 24,7 % — особи молодші 18 років, 62,4 % — особи у віці 18—64 років, 12,9 % — особи у віці 65 років та старші. Медіана віку мешканця становила 38,8 року. На 100 осіб жіночої статі у переписній місцевості припадало 111,4 чоловіків;  на 100 жінок у віці від 18 років та старших — 112,1 чоловіків також старших 18 років.
Цивільне працевлаштоване населення становило 0 осіб. 